# Matemática precolombina
La civilización de los incas hubo de entrañar forzosamente una serie de conocimientos matemáticos que, a falta de cualquier vestigio escrito, no han podido ser reconstruidos.
Mejor información se conoce sobre los mayas y sus herederos culturales los aztecas, quienes poseían una escritura pictográfica y jeroglífica. 
Todo su esfuerzo parece haber versado sobre el cálculo del tiempo, sobre el problema del calendario y sobre la previsión de los acontecimientos astronómicos. El primer día coincide con el 12 de agosto del año 3113 a. C., y sus observaciones tuvieron lugar durante un período de por lo menos treinta y ocho siglos. Algunas inscripciones fijan con gran precisión la desviación entre el año solar real y el año ritual de 365 días. Esta ciencia fue a la par con el exacto manejo de un aparato aritmético fundado en un sistema de numeración de base 20. Fueron las primeras civilizaciones en inventar un símbolo para representar el número cero.
- Datos: Q9030450